# Jerônimo Luís de Cabrera
Jerônimo (português brasileiro) ou Jerónimo (português europeu) Luís de Cabrera e Toledo (em castelhano: Geronimo Luis de Cabrera y Toledo) foi um nobre espanhol, fundador de Córdova, na atual Argentina, em 1571.